# Sarcosperma arboreum
Sarcosperma arboreum là một loài thực vật có hoa trong họ Hồng xiêm. Loài này được Hook.f. miêu tả khoa học đầu tiên năm 1876.